# Gare de Solre-sur-Sambre
La gare de Solre-sur-Sambre est une gare ferroviaire belge de la ligne 130A, de Charleroi à Erquelinnes (frontière), située à Solre-sur-Sambre section de la commune d'Erquelinnes dans la province de Hainaut en région wallonne.
Elle est mise en service en 1853 par la Compagnie du chemin de fer de Charleroi à la frontière de France avant d'être reprise par la Compagnie du Nord - Belge en 1854. C'est une halte voyageurs de la Société nationale des chemins de fer belges (SNCB) desservie par des trains du réseau suburbain de Charleroi (trains S).

## Situation ferroviaire
Établie à 127 m d'altitude, la gare de Solre-sur-Sambre est située au point kilométrique (PK) 25,70 de la ligne 130A, de Charleroi à Erquelinnes (frontière), entre les gares de Labuissière et d'Erquelinnes-Village.

## Histoire
La station de Solre-sur-Sambre, est mise en service, en 1853, par la Compagnie du chemin de fer de Charleroi à la frontière de France. Elle devient une gare de la Compagnie du Nord - Belge lorsqu'elle reprend l'exploitation de la ligne le 1er janvier 1854.

## Service des voyageurs

### Accueil
Halte SNCB, c'est un point d'arrêt non géré (PANG) à accès libre. Elle comporte deux quais avec abris.
La traversée des voies et le passage d'un quai à l'autre se fait en empruntant le passage à niveau routier.

### Desserte
Solre-sur-Sambre est desservie par des trains Suburbains (S) de la SNCB, qui effectuent des missions sur la ligne 130A Charleroi - Erquelinnes en tant que ligne S63 du RER de Charleroi (voir brochure SNCB de la ligne 130A).
En semaine, la desserte cadencée à l'heure est constituée de trains S63 entre Maubeuge ou Erquelinnes et Charleroi-Central renforcés par trois trains P ou S63 supplémentaires d’Erquelinnes à Charleroi-Central (deux le matin, un l’après-midi) et trois trains S63 supplémentaires de Charleroi-Central à Erquelinnes (un le matin, deux l’après-midi).
Les week-ends et jours fériés, Solre-sur-Sambre est uniquement desservie toutes les deux heures par des trains S63 entre Maubeuge etCharleroi-Central.

### Intermodalité
Un parc pour les vélos et un parking pour les véhicules y sont aménagés.

## Comptage voyageurs
Le graphique et le tableau montrent le nombre de passagers qui en moyenne embarquent durant la semaine, le samedi et le dimanche.
| Nombre de voyageurs qui embarquent à la gare de Solre-sur-Sambre | Nombre de voyageurs qui embarquent à la gare de Solre-sur-Sambre | Nombre de voyageurs qui embarquent à la gare de Solre-sur-Sambre | Nombre de voyageurs qui embarquent à la gare de Solre-sur-Sambre |
|                                                                  | Semaine                                                          | Samedi                                                           | Dimanche                                                         |
| ---------------------------------------------------------------- | ---------------------------------------------------------------- | ---------------------------------------------------------------- | ---------------------------------------------------------------- |
| 1977                                                             | 287                                                              | 93                                                               | 58                                                               |
| 1978                                                             | 340                                                              | 112                                                              | 56                                                               |
| 1979                                                             | 342                                                              | 103                                                              | 53                                                               |
| 1980                                                             | 292                                                              | 84                                                               | 62                                                               |
| 1981                                                             | 325                                                              | 93                                                               | 72                                                               |
| 1982                                                             | 270                                                              | 96                                                               | 71                                                               |
| 1983                                                             | 303                                                              | 74                                                               | 40                                                               |
| 1984                                                             | 261                                                              | 55                                                               | 47                                                               |
| 1985                                                             | 247                                                              | 57                                                               | 58                                                               |
| 1986                                                             | 285                                                              | 100                                                              | 44                                                               |
| 1987                                                             | 255                                                              | 84                                                               | 45                                                               |
| 1988                                                             | 259                                                              | 56                                                               | 53                                                               |
| 1989                                                             | 316                                                              | 77                                                               | 31                                                               |
| 1990                                                             | 354                                                              | 62                                                               | 45                                                               |
| 1991                                                             | 310                                                              | 60                                                               | 41                                                               |
| 1992                                                             | 307                                                              | 57                                                               | 38                                                               |
| 1993                                                             | 179                                                              | 59                                                               | 63                                                               |
| 1994                                                             | 216                                                              | 36                                                               | 36                                                               |
| 1995                                                             | 166                                                              | 39                                                               | 35                                                               |
| 1996                                                             | 163                                                              | 30                                                               | 48                                                               |
| 1997                                                             | 181                                                              | 33                                                               | 32                                                               |
| 1998                                                             | 143                                                              | 41                                                               | 33                                                               |
| 1999                                                             | 134                                                              | 28                                                               | 29                                                               |
| 2000                                                             | 116                                                              | 47                                                               | 41                                                               |
| 2001                                                             | 101                                                              | 29                                                               | 38                                                               |
| 2002                                                             | 110                                                              | 32                                                               | 42                                                               |
| 2003                                                             | 123                                                              | 30                                                               | 28                                                               |
| 2004                                                             | 131                                                              | 22                                                               | 26                                                               |
| 2005                                                             | 136                                                              | 37                                                               | 20                                                               |
| 2006                                                             | 140                                                              | 41                                                               | 30                                                               |
| 2007                                                             | 120                                                              | 22                                                               | 24                                                               |
| 2008                                                             | -                                                                | -                                                                | -                                                                |
| 2009                                                             | 109                                                              | 30                                                               | 24                                                               |
| 2010                                                             | -                                                                | -                                                                | -                                                                |
| 2011                                                             | -                                                                | -                                                                | -                                                                |
| 2012                                                             | 94                                                               | 36                                                               | 17                                                               |
| 2013                                                             | 107                                                              | 33                                                               | 30                                                               |
| 2014                                                             | 91                                                               | 28                                                               | 24                                                               |
| 2015                                                             | 81                                                               | 20                                                               | 26                                                               |
| 2016                                                             | 91                                                               | 19                                                               | 20                                                               |
| 2017                                                             | 81                                                               | 33                                                               | 25                                                               |
| 2018                                                             | 63                                                               | 25                                                               | 40                                                               |
| 2019                                                             | 77                                                               | 30                                                               | 26                                                               |
| 2020                                                             | 71                                                               | 29                                                               | 14                                                               |
| 2021                                                             | -                                                                | -                                                                | -                                                                |
| 2022                                                             | 57                                                               | 36                                                               | 28                                                               |
| 2023                                                             | 78                                                               | 18                                                               | 14                                                               |
| 2024                                                             | 70                                                               | 9                                                                | 14                                                               |